# Maison du pope Marko à Aleksandrovac
La maison du pope Marko à Aleksandrovac (en serbe cyrillique : Кућа Милице Ивановић у Трстенику ; en serbe latin : Kuća Milice Ivanović u Trsteniku) se trouve à Aleksandrovac, dans le district de Rasina, en Serbie. Elle est inscrite sur la liste des monuments culturels protégés de la république de Serbie (identifiant no SK 894),.

## Présentation
La maison, située dans la rue principale d'Aleksandrovac, a été construite dans la seconde moitié du XIXe siècle ; bâtie pour le pope Marko Bogdanović, elle est caractéristique de la région de la Morava et, plus précisément, de la région de la Župa, dont l'une des activités les plus importantes est la viticulture.
La maison du pope a été construite sur une cave en pierre, utilisée pour la production et le stockage du vin. Au-dessus du sous-sol se trouve une partie résidentielle, avec un doksat aux ouvertures cintrées.
En 1894, le roi Alexandre Ier a visité Aleksandrovac et a séjourné dans la maison du pope Marko ; la maison a ensuite été adaptée pour servir de résidence au roi ; le doksat a été transformé en chambre à coucher en fermant les arcades qui sont devenues des fenêtres.